# الظاهرة (الضالع)
الظاهرة هي إحدى قرى الجمهورية اليمنية. وهي تتبع جغرافيًا لمحافظة الضالع. وإداريًا لمديرية دمت. يبلغ تعداد سكانها 2675 نسمة حسب الإحصاء الذي جرى عام 2004.